# Kuta Makmur (Jeumpa)
Kuta Makmur is een bestuurslaag in het regentschap Aceh Barat Daya van de provincie Atjeh, Indonesië. Kuta Makmur telt 604 inwoners (volkstelling 2010).